# Великобритания на зимних Олимпийских играх 2018
Великобритания на зимних Олимпийских играх 2018 года была представлена 58 спортсменами в 6 видах спорта. Единственным видом спорта, где не были представлены британские спортсмены стал хоккей с шайбой. На церемонии открытия Игр право нести национальный флаг было доверено олимпийской чемпионке 2014 года скелетонистке Элизабет Ярнольд, а на церемонии закрытия — сноубордисту Билли Моргану, который на Играх в Пхёнчхане стал бронзовым призёром в биг-эйре. По итогам соревнований на счету британских спортсменов были 1 золотая и 4 бронзовые медали, что позволило сборной Великобритании занять 19-е место в неофициальном медальном зачёте.

## Медали
| Золото |                  |                                |            |
| №      | Спортсмены       | Вид спорта (дисциплина)        | Дата       |
| 1      | Элизабет Ярнольд | Скелетон (женщины)             | 17 февраля |
| Бронза |                  |                                |            |
| №      | Спортсмены       | Вид спорта (дисциплина)        | Дата       |
| 1      | Доминик Парсонс  | Скелетон (мужчины)             | 16 февраля |
| 2      | Лора Диз         | Скелетон (женщины)             | 17 февраля |
| 3      | Изабель Аткин    | Фристайл (слоупстайл, женщины) | 17 февраля |
| 4      | Билли Морган     | Сноуборд (биг-эйр, мужчины)    | 24 февраля |

## Состав сборной
В заявку сборной Великобритании для участия в Играх 2018 года вошли рекордные для страны 59 спортсменов, которые выступят в 11 олимпийских дисциплинах. Предыдущее наивысшее достижение по количеству спортсменов было установлено на Играх 1988 года в Калгари, когда в соревнованиях приняли участие 57 британских спортсменов. На играх в Пхёнчхане выступят 34 мужчины и 25 женщин, из них пять спортсменов стали медалистами Олимпийских игр в Сочи, в том числе чемпионка игр в скелетоне Элизабет Ярнольд. Вторые зимние Игры подряд главой британской делегации был бывший шотландский кёрлингист Майк Хэй.
 Биатлон
1. Аманда Лайтфут

 Бобслей
1. Ламин Дин
2. Ник Глисон
3. Грег Каккетт
4. Эндрю Мэттьюс
5. Тоби Олуби
6. Бен Симонс
7. Джоэл Фирон
8. Брэд Холл
9. Мика Макнилл
10. Мика Мур

 Горнолыжный спорт
1. Дейв Райдинг
2. Лори Тейлор
3. Чарли Гест
4. Алекс Тилли

 Кёрлинг
1. Глен Мёрхэд
2. Томас Мёрхэд
3. Кайл Смит
4. Кэмерон Смит
5. Кайл Уодделл
6. Вики Адамс
7. Лорен Грэй
8. Ив Мюрхед
9. Анна Слоун
10. Келли Шафер

 Лыжные гонки
1. Эндрю Масгрейв
2. Каллум Смит
3. Эндрю Янг
4. Анника Тейлор

 Санный спорт
1. Адам Роузен
2. Руперт Штаудингер

 Скелетон
1. Доминик Парсонс
2. Джерри Райс
3. Лора Диз
4. Элизабет Ярнольд

 Сноуборд
1. Роуэн Култас
2. Билли Морган
3. Джейми Николс
4. Зои Джиллингс
5. Эйми Фуллер

 Фигурное катание
1. Николас Бакленд
2. Пенни Кумс

 Фристайл
1. Мюррей Бьюкэн
2. Джеймс Вудс
3. Александр Главацкий-Идон
4. Питер Спейт
5. Ллойд Уоллес
6. Тайлер Хардинг
7. Изабель Аткин
8. Кейти Саммерхейз
9. Молли Саммерхейз
10. Эмили Сарсфилд
11. Роуэн Чешир

 Шорт-трек
1. Фаррелл Трейси
2. Джошуа Читем
3. Шарлотт Гилмартин
4. Элиза Кристи
5. Кэтрин Томсон

## Результаты соревнований

### Биатлон
Большинство олимпийских лицензий на Игры 2018 года были распределены по результатам выступления стран в зачёт Кубка наций в рамках Кубка мира 2016/2017. По его результатам мужская сборная Великобритании заняла 27-е место, а женская сборная также 27-й место, в результате чего британские биатлонисты не смогли завоевать квоты для участия в Олимпийских играх. По итогам индивидуального квалификационного отбора британские биатлонистки смогли завоевать одну лицензию в женских соревнованиях.
Женщины
| Соревнование         | Спортсмены     | Стрельба | Время   | Место | Отставание |
| -------------------- | -------------- | -------- | ------- | ----- | ---------- |
| спринт               | Аманда Лайтфут | 2+1      | 24:15,3 | 67    | +3:09,1    |
| индивидуальная гонка | Аманда Лайтфут | 2+1+0+3  | 49:14,7 | 73    | +8:07,5    |

### Бобслей

#### Бобслей
Квалификация спортсменов для участия в Олимпийских играх осуществлялась на основании рейтинга IBSF (англ. IBSF Ranking) по состоянию на 14 января 2018 года. По его результатам сборная Великобритании смогла завоевать две лицензии в мужских четвёрках, одну в женских двойках, а также перераспределённую лицензию в мужских двойках.
Мужчины
| Соревнование | Спортсмены                                    | 1 заезд   | 1 заезд | 2 заезд   | 2 заезд | 3 заезд   | 3 заезд | 4 заезд   | 4 заезд | Итоговый результат | Итоговое место | Отставание |
| Соревнование | Спортсмены                                    | Результат | Место   | Результат | Место   | Результат | Место   | Результат | Место   | Итоговый результат | Итоговое место | Отставание |
| ------------ | --------------------------------------------- | --------- | ------- | --------- | ------- | --------- | ------- | --------- | ------- | ------------------ | -------------- | ---------- |
| двойки       | Брэд Холл Джоэл Фирон                         | 49,37     | 7       | 49,50     | 8       | 49,67     | 17      | 49,80     | 16      | 3:18,34            | 12             | +1,48      |
| четвёрки     | Брэд Холл Ник Глисон Джоэл Фирон Грег Каккетт | 49,25     | 16      | 49,68     | 19      | 49,64     | 17      | 49,69     | 12      | 3:18,26            | 17             | +2,41      |
| четвёрки     | Ламин Дин Бен Симонс Тоби Олуби Эндрю Мэттьюс | 49,44     | 19      | 49,45     | 14      | 49,66     | 18      | 49,74     | 15      | 3:18,29            | 18             | +2,44      |

Женщины
| Соревнование | Спортсмены            | 1 заезд   | 1 заезд | 2 заезд   | 2 заезд | 3 заезд   | 3 заезд | 4 заезд   | 4 заезд | Итоговый результат | Итоговое место | Отставание |
| Соревнование | Спортсмены            | Результат | Место   | Результат | Место   | Результат | Место   | Результат | Место   | Итоговый результат | Итоговое место | Отставание |
| ------------ | --------------------- | --------- | ------- | --------- | ------- | --------- | ------- | --------- | ------- | ------------------ | -------------- | ---------- |
| двойки       | Мика Макнилл Мика Мур | 50,77     | 6       | 50,95     | 6       | 51,16     | 11      | 51,19     | 7       | 3:24,07            | 8              | +1,62      |

#### Скелетон
Квалификация спортсменов для участия в Олимпийских играх осуществлялась на основании рейтинга IBSF (англ. IBSF Ranking) по состоянию на 14 января 2018 года. По его результатам сборная Великобритании стала обдадателем двух олимпийских квот у мужчин и двух у женщин.
Мужчины
| Соревнование | Спортсмены      | 1 заезд   | 1 заезд | 2 заезд   | 2 заезд | 3 заезд   | 3 заезд | 4 заезд   | 4 заезд | Итоговый результат | Итоговое место | Отставание |
| Соревнование | Спортсмены      | Результат | Место   | Результат | Место   | Результат | Место   | Результат | Место   | Итоговый результат | Итоговое место | Отставание |
| ------------ | --------------- | --------- | ------- | --------- | ------- | --------- | ------- | --------- | ------- | ------------------ | -------------- | ---------- |
| мужчины      | Доминик Парсонс | 50,85     | 5       | 50,41     | 3       | 50,33     | 3       | 50,61     | 3       | 3:22,20            | 3              | +1,65      |
| мужчины      | Джерри Райс     | 51,06     | 11      | 51,15     | 13      | 51,04     | 11      | 50,99     | 10      | 3:24,24            | 10             | +3,69      |

Женщины
| Соревнование | Спортсмены       | 1 заезд   | 1 заезд | 2 заезд   | 2 заезд | 3 заезд   | 3 заезд | 4 заезд   | 4 заезд | Итоговый результат | Итоговое место | Отставание |
| Соревнование | Спортсмены       | Результат | Место   | Результат | Место   | Результат | Место   | Результат | Место   | Итоговый результат | Итоговое место | Отставание |
| ------------ | ---------------- | --------- | ------- | --------- | ------- | --------- | ------- | --------- | ------- | ------------------ | -------------- | ---------- |
| женщины      | Элизабет Ярнольд | 51,66     | 1       | 52,30     | 9       | 51,86     | 2       | 51,46     | 1       | 3:27,28            | 1              | +0,00      |
| женщины      | Лора Диз         | 52,00     | 6       | 52,03     | 2       | 51,96     | 5       | 51,91     | 5       | 3:27,90            | 3              | +0,62      |

### Кёрлинг
На чемпионатах мира Шотландия, Англия и Уэльс выступают отдельными командами, а на Олимпийских играх — общей сборной Великобритании. Согласно договорённости между федерациями кёрлинга этих стран, в квалификационный олимпийский зачёт идут результаты команды Шотландии.

#### Мужчины
Олимпийскую лицензию в мужском кёрлинге сборная Великобритании получила, заняв по результатам последних двух чемпионатов мира итоговое 6-е место.
Состав
| Четвёртый | Третий       | Второй       | Ведущий      | Запасной    |
| --------- | ------------ | ------------ | ------------ | ----------- |
| Кайл Смит | Томас Мёрхэд | Кайл Уодделл | Кэмерон Смит | Глен Мёрхэд |

| Место | Команда          | В | П | КЗ | КП | ВЭ | ПЭ | ОЭ | УЭ | ППД |
| ----- | ---------------- | - | - | -- | -- | -- | -- | -- | -- | --- |
| 1     | Швеция           | 7 | 2 | 60 | 36 | 35 | 29 | 12 | 8  | 87% |
| 2     | Канада           | 6 | 3 | 48 | 43 | 38 | 37 | 13 | 9  | 86% |
| 3     | США              | 5 | 4 | 57 | 59 | 39 | 40 | 4  | 6  | 79% |
| 4     | Великобритания   | 5 | 4 | 51 | 50 | 41 | 38 | 8  | 5  | 82% |
| 4     | Швейцария        | 5 | 4 | 60 | 54 | 44 | 39 | 11 | 8  | 83% |
| 6     | Норвегия         | 4 | 5 | 45 | 54 | 32 | 36 | 6  | 6  | 81% |
| 7     | Республика Корея | 4 | 5 | 54 | 59 | 40 | 41 | 7  | 8  | 82% |
| 8     | Япония           | 4 | 5 | 52 | 48 | 30 | 31 | 12 | 5  | 82% |
| 9     | Италия           | 3 | 6 | 50 | 56 | 42 | 45 | 15 | 8  | 81% |
| 10    | Дания            | 2 | 7 | 50 | 62 | 38 | 41 | 12 | 5  | 83% |

Результаты
Время местное (UTC+9).

| Площадка D     | 1 | 2 | 3 | 4 | 5 | 6 | 7 | 8 | 9 | 10 | 11 | Всего |
| Швейцария      | 0 | 0 | 0 | 1 | 0 | 2 | 0 | 1 | 0 | 1  | 0  | 5     |
| Великобритания | 0 | 0 | 1 | 0 | 1 | 0 | 1 | 0 | 2 | 0  | 1  | 6     |

| Площадка C     | 1 | 2 | 3 | 4 | 5 | 6 | 7 | 8 | 9 | 10 | Всего |
| Великобритания | 1 | 0 | 2 | 0 | 0 | 1 | 0 | 1 | 0 | 1  | 6     |
| Япония         | 0 | 1 | 0 | 0 | 1 | 0 | 2 | 0 | 1 | 0  | 5     |

| Площадка A       | 1 | 2 | 3 | 4 | 5 | 6 | 7 | 8 | 9 | 10 | Всего |
| Республика Корея | 0 | 2 | 1 | 0 | 2 | 2 | 0 | 3 | 1 | X  | 11    |
| Великобритания   | 2 | 0 | 0 | 1 | 0 | 0 | 2 | 0 | 0 | X  | 5     |

| Площадка D     | 1 | 2 | 3 | 4 | 5 | 6 | 7 | 8 | 9 | 10 | Всего |
| Великобритания | 0 | 1 | 0 | 1 | 0 | 2 | 0 | 1 | 0 | 2  | 7     |
| Дания          | 1 | 0 | 1 | 0 | 2 | 0 | 1 | 0 | 1 | 0  | 6     |

| Площадка B     | 1 | 2 | 3 | 4 | 5 | 6 | 7 | 8 | 9 | 10 | Всего |
| Великобритания | 0 | 1 | 1 | 1 | 0 | 1 | 0 | 0 | X | X  | 4     |
| США            | 2 | 0 | 0 | 0 | 3 | 0 | 1 | 4 | X | X  | 10    |

| Площадка A     | 1 | 2 | 3 | 4 | 5 | 6 | 7 | 8 | 9 | 10 | Всего |
| Канада         | 2 | 0 | 2 | 0 | 0 | 0 | 1 | 0 | 0 | 1  | 6     |
| Великобритания | 0 | 1 | 0 | 0 | 1 | 1 | 0 | 1 | 0 | 0  | 4     |

| Площадка B     | 1 | 2 | 3 | 4 | 5 | 6 | 7 | 8 | 9 | 10 | Всего |
| Швеция         | 1 | 0 | 0 | 2 | 0 | 3 | 0 | 0 | 2 | X  | 8     |
| Великобритания | 0 | 2 | 1 | 0 | 2 | 0 | 0 | 1 | 0 | X  | 6     |

| Площадка C     | 1 | 2 | 3 | 4 | 5 | 6 | 7 | 8 | 9 | 10 | 11 | Всего |
| Италия         | 0 | 0 | 1 | 0 | 0 | 2 | 0 | 2 | 0 | 1  | 0  | 6     |
| Великобритания | 2 | 0 | 0 | 1 | 0 | 0 | 2 | 0 | 1 | 0  | 1  | 7     |

| Площадка A     | 1 | 2 | 3 | 4 | 5 | 6 | 7 | 8 | 9 | 10 | Всего |
| Великобритания | 3 | 1 | 0 | 2 | 0 | 3 | 1 | Х | Х | Х  | 10    |
| Норвегия       | 0 | 0 | 2 | 0 | 1 | 0 | 0 | Х | Х | Х  | 3     |

Тай-брейк
21 февраля, 09:05
| Команда        | 1 | 2 | 3 | 4 | 5 | 6 | 7 | 8 | 9 | 10 | Всего |
| Великобритания | 2 | 0 | 0 | 2 | 0 | 0 | 0 | 1 | 0 | Х  | 5     |
| Швейцария      | 0 | 1 | 0 | 0 | 2 | 1 | 0 | 0 | 5 | Х  | 9     |

Итог: мужская сборная Великобритании по кёрлингу заняла 5-е место.

#### Женщины
Олимпийскую лицензию в женском кёрлинге сборная Великобритании получила, заняв по результатам последних двух чемпионатов мира итоговое 4-е место.
Состав
| Четвёртый | Третий     | Второй     | Ведущий    | Запасной    |
| --------- | ---------- | ---------- | ---------- | ----------- |
| Ив Мюрхед | Анна Слоун | Вики Адамс | Лорен Грэй | Келли Шафер |

| Место | Команда          | В | П | КЗ | КП | ВЭ | ПЭ | ОЭ | УЭ | ППД |
| ----- | ---------------- | - | - | -- | -- | -- | -- | -- | -- | --- |
| 1     | Республика Корея | 8 | 1 | 75 | 44 | 41 | 34 | 5  | 15 | 79% |
| 2     | Швеция           | 7 | 2 | 64 | 48 | 42 | 34 | 14 | 13 | 83% |
| 3     | Великобритания   | 6 | 3 | 61 | 56 | 39 | 38 | 12 | 6  | 79% |
| 4     | Япония           | 5 | 4 | 59 | 55 | 38 | 36 | 10 | 13 | 75% |
| 5     | Китай            | 4 | 5 | 57 | 65 | 35 | 38 | 12 | 5  | 78% |
| 6     | Канада           | 4 | 5 | 68 | 59 | 40 | 36 | 10 | 12 | 81% |
| 7     | США              | 4 | 5 | 60 | 55 | 34 | 37 | 12 | 7  | 78% |
| 8     | Швейцария        | 4 | 5 | 56 | 65 | 38 | 39 | 7  | 6  | 78% |
| 9     | ОСР              | 2 | 7 | 45 | 76 | 34 | 40 | 8  | 6  | 76% |
| 10    | Дания            | 1 | 8 | 50 | 72 | 32 | 41 | 10 | 6  | 73% |

Результаты
Время местное (UTC+9).

| Площадка B     | 1 | 2 | 3 | 4 | 5 | 6 | 7 | 8 | 9 | 10 | Всего |
| ОСР            | 0 | 1 | 0 | 0 | 2 | 0 | 0 | X | X | X  | 3     |
| Великобритания | 3 | 0 | 2 | 1 | 0 | 0 | 4 | X | X | X  | 10    |

| Площадка A     | 1 | 2 | 3 | 4 | 5 | 6 | 7 | 8 | 9 | 10 | 11 | Всего |
| Китай          | 0 | 1 | 0 | 3 | 0 | 1 | 0 | 1 | 0 | 1  | 0  | 7     |
| Великобритания | 1 | 0 | 1 | 0 | 1 | 0 | 2 | 0 | 2 | 0  | 1  | 8     |

| Площадка C       | 1 | 2 | 3 | 4 | 5 | 6 | 7 | 8 | 9 | 10 | Всего |
| Республика Корея | 0 | 0 | 0 | 1 | 1 | 0 | 0 | 2 | 2 | 1  | 7     |
| Великобритания   | 0 | 0 | 1 | 0 | 0 | 1 | 2 | 0 | 0 | 0  | 4     |

| Площадка A     | 1 | 2 | 3 | 4 | 5 | 6 | 7 | 8 | 9 | 10 | Всего |
| Великобритания | 2 | 0 | 0 | 1 | 0 | 2 | 0 | 1 | 0 | 2  | 8     |
| Швейцария      | 0 | 0 | 2 | 0 | 1 | 0 | 2 | 0 | 2 | 0  | 7     |

| Площадка D     | 1 | 2 | 3 | 4 | 5 | 6 | 7 | 8 | 9 | 10 | Всего |
| Канада         | 0 | 2 | 1 | 0 | 0 | 1 | 0 | 0 | 1 | 0  | 5     |
| Великобритания | 1 | 0 | 0 | 1 | 0 | 0 | 0 | 2 | 0 | 2  | 6     |

| Площадка D     | 1 | 2 | 3 | 4 | 5 | 6 | 7 | 8 | 9 | 10 | Всего |
| Великобритания | 1 | 0 | 0 | 2 | 0 | 0 | 0 | 1 | 0 | 0  | 4     |
| США            | 0 | 0 | 2 | 0 | 0 | 2 | 0 | 0 | 1 | 2  | 7     |

| Площадка D     | 1 | 2 | 3 | 4 | 5 | 6 | 7 | 8 | 9 | 10 | Всего |
| Дания          | 1 | 0 | 1 | 0 | 1 | 0 | 1 | 0 | 1 | 1  | 6     |
| Великобритания | 0 | 2 | 0 | 1 | 0 | 2 | 0 | 2 | 0 | 0  | 7     |

| Площадка B     | 1 | 2 | 3 | 4 | 5 | 6 | 7 | 8 | 9 | 10 | 11 | Всего |
| Великобритания | 0 | 0 | 0 | 2 | 1 | 0 | 0 | 1 | 0 | 2  | 0  | 6     |
| Швеция         | 0 | 2 | 1 | 0 | 0 | 1 | 0 | 0 | 2 | 0  | 2  | 8     |

| Площадка C     | 1 | 2 | 3 | 4 | 5 | 6 | 7 | 8 | 9 | 10 | Всего |
| Великобритания | 1 | 0 | 1 | 1 | 0 | 3 | 0 | 1 | 1 | 0  | 8     |
| Япония         | 0 | 3 | 0 | 0 | 0 | 0 | 2 | 0 | 0 | 1  | 6     |

Полуфинал
23 февраля, 20:05
| Команда        | 1 | 2 | 3 | 4 | 5 | 6 | 7 | 8 | 9 | 10 | Всего |
| Швеция         | 0 | 2 | 0 | 1 | 0 | 2 | 3 | 0 | 2 | X  | 10    |
| Великобритания | 0 | 0 | 1 | 0 | 2 | 0 | 0 | 2 | 0 | X  | 5     |

Матч за 3-е место
24 февраля, 20:05
| Команда        | 1 | 2 | 3 | 4 | 5 | 6 | 7 | 8 | 9 | 10 | Всего |
| Великобритания | 1 | 0 | 1 | 0 | 1 | 0 | 0 | 0 | 0 | 0  | 3     |
| Япония         | 0 | 1 | 0 | 1 | 0 | 0 | 0 | 1 | 1 | 1  | 5     |

Итог: женская сборная Великобритании по кёрлингу заняла 4-е место.

### Коньковые виды спорта

#### Фигурное катание
Большинство олимпийских лицензий на Игры 2018 года были распределены по результатам выступления спортсменов в рамках чемпионата мира 2017 года. По его итогам сборная Великобритании не смогла завоевать олимпийских лицензий. Для получения недостающих олимпийских квот необходимо было успешно выступить на турнире Nebelhorn Trophy, где нужно было попасть в число 4-6 сильнейших в зависимости от дисциплины. По итогам трёх дней соревнований британским спортсменам удалось выиграть лицензию в танцах на льду. Её принесли Пенни Кумс и Николас Бакленд, занявшие на турнире первое место.
| Соревнование  | Спортсмены                   | Короткая программа | Короткая программа | Произвольная программа | Произвольная программа | Всего        | Всего |
| Соревнование  | Спортсмены                   | Сумма баллов       | Место              | Сумма баллов           | Место                  | Сумма баллов | Место |
| ------------- | ---------------------------- | ------------------ | ------------------ | ---------------------- | ---------------------- | ------------ | ----- |
| танцы на льду | Пенни Кумс / Николас Бакленд | 68,36              | 10 Q               | 101,96                 | 10                     | 170,32       | 11    |

#### Шорт-трек
Квалификация на зимние Олимпийские игры в шорт-треке проходила по результатам четырёх этапов Кубка мира 2017/2018. По итогам этих турниров был сформирован олимпийский квалификационный лист, согласно которому британские спортсмены получили право заявить для участия в Играх двух мужчин и трёх женщин. 13 декабря был объявлен состав сборной Великобритании для участия в Олимпийских играх.
Мужчины
| Соревнование | Спортсмены     | Отборочный раунд | Отборочный раунд | Отборочный раунд | Четвертьфинал        | Четвертьфинал        | Четвертьфинал        | Полуфинал            | Полуфинал            | Полуфинал            | Финал                | Финал                | Итоговое место |
| Соревнование | Спортсмены     | Забег            | Результат        | Место            | Забег                | Результат            | Место                | Забег                | Результат            | Место                | Результат            | Место                | Итоговое место |
| ------------ | -------------- | ---------------- | ---------------- | ---------------- | -------------------- | -------------------- | -------------------- | -------------------- | -------------------- | -------------------- | -------------------- | -------------------- | -------------- |
| 1000 метров  | Фаррелл Трейси | 1                | 1:26,762         | 2 Q              | 3                    | 1:25,080             | 4                    | завершил выступление | завершил выступление | завершил выступление | завершил выступление | завершил выступление | 14             |
| 1000 метров  | Джошуа Читем   | 7                | 1:26,223         | 3                | завершил выступление | завершил выступление | завершил выступление | завершил выступление | завершил выступление | завершил выступление | завершил выступление | завершил выступление | 23             |
| 1500 метров  | Фаррелл Трейси | 1                | без времени      | 6                | не проводится        | не проводится        | не проводится        | завершил выступление | завершил выступление | завершил выступление | завершил выступление | завершил выступление | 33             |

Женщины
| Соревнование | Спортсмены        | Отборочный раунд | Отборочный раунд | Отборочный раунд | Четвертьфинал         | Четвертьфинал         | Четвертьфинал         | Полуфинал             | Полуфинал             | Полуфинал             | Финал                 | Финал                 | Итоговое место |
| Соревнование | Спортсмены        | Забег            | Результат        | Место            | Забег                 | Результат             | Место                 | Забег                 | Результат             | Место                 | Результат             | Место                 | Итоговое место |
| ------------ | ----------------- | ---------------- | ---------------- | ---------------- | --------------------- | --------------------- | --------------------- | --------------------- | --------------------- | --------------------- | --------------------- | --------------------- | -------------- |
| 500 метров   | Элиза Кристи      | 4                | 42,872           | 1 Q              | 2                     | 42,703                | 1 Q                   | 2                     | 43,184                | 2 QA                  | Финал A               | Финал A               | 4              |
| 500 метров   | Элиза Кристи      | 4                | 42,872           | 1 Q              | 2                     | 42,703                | 1 Q                   | 2                     | 43,184                | 2 QA                  | 1:23,063              | 4                     | 4              |
| 500 метров   | Кэтрин Томсон     | 2                | 1:08,896         | 3                | завершила выступление | завершила выступление | завершила выступление | завершила выступление | завершила выступление | завершила выступление | завершила выступление | завершила выступление | 24             |
| 500 метров   | Шарлотт Гилмартин | 8                | PEN              | —                | завершила выступление | завершила выступление | завершила выступление | завершила выступление | завершила выступление | завершила выступление | завершила выступление | завершила выступление | —              |
| 1000 метров  | Шарлотт Гилмартин | 8                | 1:32,899         | 3                | завершила выступление | завершила выступление | завершила выступление | завершила выступление | завершила выступление | завершила выступление | завершила выступление | завершила выступление | 23             |
| 1000 метров  | Кэтрин Томсон     | 4                | 1:32,150         | 4                | завершила выступление | завершила выступление | завершила выступление | завершила выступление | завершила выступление | завершила выступление | завершила выступление | завершила выступление | 25             |
| 1000 метров  | Элиза Кристи      | 5                | YC               | —                | завершила выступление | завершила выступление | завершила выступление | завершила выступление | завершила выступление | завершила выступление | завершила выступление | завершила выступление | —              |
| 1500 метров  | Шарлотт Гилмартин | 3                | 2:29,005         | 3 Q              | не проводится         | не проводится         | не проводится         | 2                     | 3:00,691              | 5                     | завершила выступление | завершила выступление | 14             |
| 1500 метров  | Элиза Кристи      | 5                | 2:29,316         | 1 Q              | не проводится         | не проводится         | не проводится         | 3                     | PEN                   | —                     | завершила выступление | завершила выступление | 17             |
| 1500 метров  | Кэтрин Томсон     | 2                | 2:32,891         | 4                | не проводится         | не проводится         | не проводится         | завершила выступление | завершила выступление | завершила выступление | завершила выступление | завершила выступление | 25             |

### Лыжные виды спорта

#### Горнолыжный спорт
Квалификация спортсменов для участия в Олимпийских играх осуществлялась на основании специального квалификационного рейтинга FIS по состоянию на 21 января 2018 года. При этом НОК для участия в Олимпийских играх мог выбрать только того спортсмена, который вошёл в топ-500 олимпийского рейтинга в своей дисциплине, и при этом имел определённое количество очков, согласно квалификационной таблице. Страны, не имеющие участников в числе 500 сильнейших спортсменов, могли претендовать только на квоты категории B в технических дисциплинах. По итогам квалификационного отбора сборная Великобритании завоевала 4 олимпийские лицензии.
Мужчины
| Соревнование | Спортсмены   | Скоростной спуск/ 1 спуск | Скоростной спуск/ 1 спуск | Слалом/ 2 спуск | Слалом/ 2 спуск | Всего   | Место | Отставание |
| Соревнование | Спортсмены   | Время                     | Место                     | Время           | Место           | Всего   | Место | Отставание |
| ------------ | ------------ | ------------------------- | ------------------------- | --------------- | --------------- | ------- | ----- | ---------- |
| слалом       | Дейв Райдинг | 49,09                     | 13                        | 51,07           | 9               | 1:40,16 | 9     | +1,17      |
| слалом       | Лори Тейлор  | 51,08                     | 27                        | 52,33           | 25              | 1:43,41 | 26    | +4,42      |

Женщины
| Соревнование      | Спортсмены  | Скоростной спуск/ 1 спуск | Скоростной спуск/ 1 спуск | Слалом/ 2 спуск | Слалом/ 2 спуск | Всего   | Место | Отставание |
| Соревнование      | Спортсмены  | Время                     | Место                     | Время           | Место           | Всего   | Место | Отставание |
| ----------------- | ----------- | ------------------------- | ------------------------- | --------------- | --------------- | ------- | ----- | ---------- |
| слалом            | Чарли Гест  | 55,44                     | 42                        | 52,82           | 30              | 1:48,26 | 33    | +9,63      |
| слалом            | Алекс Тилли | DNF                       | DNF                       | —               | —               | —       | —     | —          |
| гигантский слалом | Алекс Тилли | DNF                       | DNF                       | —               | —               | —       | —     | —          |

Командные соревнования
Командные соревнования в горнолыжном спорте дебютируют в программе Олимпийских игр. Состав сборной состоит из 4 спортсменов (2 мужчин и 2 женщин). Командные соревнования проводятся как параллельные соревнования с использованием ворот и флагов гигантского слалома. Победитель каждого индивидуального тура приносит 1 очко своей команде. При равном счёте каждая команда получает по одному очку. Если равный счёт имеет место в конце тура (2:2), команда с лучшим суммарным временем лучшей женщины и лучшего мужчины (или вторыми лучшими, если первые имеют равное время) выигрывает тур.
| Соревнование           | Спортсмены                                      | 1/8 финала           | 1/4 финала           | Полуфинал             | Финал                 | Место |
| Соревнование           | Спортсмены                                      | Соперник / Результат | Соперник / Результат | Соперник / Результат  | Соперник / Результат  | Место |
| ---------------------- | ----------------------------------------------- | -------------------- | -------------------- | --------------------- | --------------------- | ----- |
| командные соревнования | Чарли Гест Алекс Тилли Дейв Райдинг Лори Тейлор | США (5) · В 2:2      | Норвегия (4) · П 2:2 | завершили выступление | завершили выступление | 5     |

#### Лыжные гонки
Квалификация спортсменов для участия в Олимпийских играх осуществлялась на основании специального квалификационного рейтинга FIS по состоянию на 21 января 2018 года. Для получения олимпийской лицензии категории «A» спортсменам необходимо было набрать максимум 100 очков в дистанционном рейтинге FIS. При этом каждый НОК может заявить на Игры 1 мужчину и 1 женщины, если они выполнили квалификационный критерий «B», по которому они смогут принять участие в спринте и гонках на 10 км для женщин или 15 км для мужчин. По итогам квалификационного отбора сборная Великобритании завоевала 5 олимпийских лицензий категории «A», но впоследствии от одной отказалась.
Мужчины
Дистанционные гонки
| Соревнование              | Спортсмены     | Результат | Место | Отставание |
| ------------------------- | -------------- | --------- | ----- | ---------- |
| 15 км свободным стилем    | Эндрю Масгрейв | 35:51,0   | 28    | +2:07,1    |
| 15 км свободным стилем    | Эндрю Янг      | 37:13,1   | 57    | +3:29,2    |
| 15 км свободным стилем    | Каллум Смит    | 38:20,9   | 75    | +4:37,0    |
| скиатлон 15+15 км         | Эндрю Масгрейв | 1:16:45,7 | 7     | +25,7      |
| скиатлон 15+15 км         | Каллум Смит    | 1:23:49,9 | 57    | +7:29,9    |
| 50 км классическим стилем | Эндрю Масгрейв | 2:20:57,9 | 37    | +12:35,8   |
| 50 км классическим стилем | Каллум Смит    | 2:27:56,3 | 54    | +19:34,2   |

Спринт
| Соревнование     | Спортсмены               | Квалификация  | Квалификация  | Четвертьфинал        | Четвертьфинал        | Четвертьфинал        | Полуфинал            | Полуфинал            | Полуфинал            | Финал                 | Финал                 | Итоговое место |
| Соревнование     | Спортсмены               | Результат     | Место         | Заезд                | Результат            | Место                | Заезд                | Результат            | Место                | Результат             | Место                 | Итоговое место |
| ---------------- | ------------------------ | ------------- | ------------- | -------------------- | -------------------- | -------------------- | -------------------- | -------------------- | -------------------- | --------------------- | --------------------- | -------------- |
| спринт           | Эндрю Янг                | 3:21,50       | 46            | завершил выступление | завершил выступление | завершил выступление | завершил выступление | завершил выступление | завершил выступление | завершил выступление  | завершил выступление  | 45             |
| командный спринт | Эндрю Масгрейв Эндрю Янг | Не проводится | Не проводится | Не проводится        | Не проводится        | Не проводится        | 2                    | 16:30,62             | 6                    | завершили выступление | завершили выступление | 12             |

Женщины
Дистанционные гонки
| Соревнование           | Спортсмены    | Результат | Место | Отставание |
| ---------------------- | ------------- | --------- | ----- | ---------- |
| 10 км свободным стилем | Анника Тейлор | 30:52,9   | 75    | +5:52,4    |
| скиатлон 7,5+7,5 км    | Анника Тейлор | 48:09,1   | 60    | +7:24,2    |

#### Сноуборд
По сравнению с прошлыми Играми в программе соревнований произошёл ряд изменений. Вместо параллельного слалома были добавлены соревнования в биг-эйре. Во всех дисциплинах, за исключением мужского сноуборд-кросса, изменилось количество участников соревнований, был отменён полуфинальный раунд, а также в финалах фристайла спортсмены стали выполнять по три попытки. Квалификация спортсменов для участия в Олимпийских играх осуществлялась на основании специального квалификационного рейтинга FIS по состоянию на 21 января 2018 года. Для каждой дисциплины были установлены определённые условия, выполнив которые спортсмены могли претендовать на попадание в состав сборной для участия в Олимпийских играх. По итогам квалификационного отбора сборная Великобритании завоевала 6 олимпийских лицензий.
Незадолго до начала соревнований на тренировке сломала запястье одна из претенденток на медаль в слоупстайле и биг-эйре Кэти Ормерод. Несмотря на травму спортсменка продолжила тренировки, но уже на следующий день Ормерод в двух местах сломала пятку и выбыла из числа участников Игр.
Мужчины
Фристайл
| Соревнование | Спортсмены    | Квалификация | Квалификация | Квалификация | Квалификация | Финал                | Финал                | Финал                | Финал                | Итоговое место |
| Соревнование | Спортсмены    | Заезд        | 1 спуск      | 2 спуск      | Место        | 1 спуск              | 2 спуск              | 3 спуск              | Место                | Итоговое место |
| ------------ | ------------- | ------------ | ------------ | ------------ | ------------ | -------------------- | -------------------- | -------------------- | -------------------- | -------------- |
| слоупстайл   | Джейми Николс | 1            | 71,56        | 36,90        | 8            | завершил выступление | завершил выступление | завершил выступление | завершил выступление | 16             |
| слоупстайл   | Билли Морган  | 2            | 56,40        | 37,55        | 10           | завершил выступление | завершил выступление | завершил выступление | завершил выступление | 22             |
| слоупстайл   | Роуэн Култас  | 2            | 23,20        | 23,58        | 18           | завершил выступление | завершил выступление | завершил выступление | завершил выступление | 33             |
| биг-эйр      | Билли Морган  | 2            | 87,50        | 90,50        | 6 Q          | JNS                  | 82,50                | 85,50                | 3                    | 3              |
| биг-эйр      | Роуэн Култас  | 1            | 81,00        | 84,50        | 8            | завершил выступление | завершил выступление | завершил выступление | завершил выступление | 17             |
| биг-эйр      | Джейми Николс | 1            | 30,00        | 81,25        | 11           | завершил выступление | завершил выступление | завершил выступление | завершил выступление | 23             |

Женщины
Фристайл
| Соревнование | Спортсмены  | Квалификация | Квалификация | Квалификация | Квалификация | Финал                 | Финал                 | Финал                 | Финал                 | Итоговое место |
| Соревнование | Спортсмены  | Заезд        | 1 спуск      | 2 спуск      | Место        | 1 спуск               | 2 спуск               | 3 спуск               | Место                 | Итоговое место |
| ------------ | ----------- | ------------ | ------------ | ------------ | ------------ | --------------------- | --------------------- | --------------------- | --------------------- | -------------- |
| слоупстайл   | Эйми Фуллер | отменена     | отменена     | отменена     | отменена     | 34,63                 | 41,43                 | отменён               | 17                    | 17             |
| биг-эйр      | Эйми Фуллер | 1            | 25,00        | 14,25        | 25           | завершила выступление | завершила выступление | завершила выступление | завершила выступление | 25             |

Сноуборд-кросс
| Соревнование   | Спортсмены    | Квалификация | Квалификация | Квалификация | Четвертьфинал | Четвертьфинал | Полуфинал             | Полуфинал             | Финал                 | Итоговое место |
| Соревнование   | Спортсмены    | 1 спуск      | 2 спуск      | Место        | Заезд         | Место         | Заезд                 | Место                 | Место                 | Итоговое место |
| -------------- | ------------- | ------------ | ------------ | ------------ | ------------- | ------------- | --------------------- | --------------------- | --------------------- | -------------- |
| сноуборд-кросс | Зои Джиллингс | 1:20,99      | 1:20,84      | 17 Q         | 1             | 4             | завершила выступление | завершила выступление | завершила выступление | 13             |

#### Фристайл
По сравнению с прошлыми Играми изменения произошли в хафпайпе и слоупстайле. Теперь в финалах этих дисциплин фристайлисты стали выполнять по три попытки, при этом итоговое положение спортсменов по-прежнему определяется по результату лучшей из них. Квалификация спортсменов для участия в Олимпийских играх осуществлялась на основании специального квалификационного рейтинга FIS по состоянию на 21 января 2018 года. Для каждой дисциплины были установлены определённые условия, выполнив которые спортсмены могли претендовать на попадание в состав сборной для участия в Олимпийских играх. По итогам квалификационного отбора сборная Великобритании завоевала 14 олимпийских лицензий, но позднее отказалась от трёх квот в женских соревнованиях.
Мужчины
Могул и акробатика
| Соревнование | Спортсмены   | Квалификация 1 | Квалификация 1 | Квалификация 2 | Квалификация 2 | Квалификация 2 | Финал 1              | Финал 1              | Финал 2              | Финал 2              | Финал 3              | Финал 3              | Итоговое место |
| Соревнование | Спортсмены   | Очки           | Место          | Очки           | Лучший         | Место          | Очки                 | Место                | Очки                 | Место                | Очки                 | Место                | Итоговое место |
| ------------ | ------------ | -------------- | -------------- | -------------- | -------------- | -------------- | -------------------- | -------------------- | -------------------- | -------------------- | -------------------- | -------------------- | -------------- |
| акробатика   | Ллойд Уоллес | 73,06          | 24             | 100,03         | 100,03         | 20             | завершил выступление | завершил выступление | завершил выступление | завершил выступление | завершил выступление | завершил выступление | 20             |

Парк и пайп
| Соревнование | Спортсмены               | Квалификация | Квалификация | Квалификация | Финал                | Финал                | Финал                | Финал                | Итоговое место |
| Соревнование | Спортсмены               | 1 заезд      | 2 заезд      | Место        | 1 заезд              | 2 заезд              | 3 заезд              | Место                | Итоговое место |
| ------------ | ------------------------ | ------------ | ------------ | ------------ | -------------------- | -------------------- | -------------------- | -------------------- | -------------- |
| хафпайп      | Мюррей Бьюкэн            | 66,00        | 65,40        | 14           | завершил выступление | завершил выступление | завершил выступление | завершил выступление | 14             |
| хафпайп      | Питер Спейт              | 3,80         | 64,60        | 15           | завершил выступление | завершил выступление | завершил выступление | завершил выступление | 15             |
| хафпайп      | Александр Главацкий-Идон | 10,80        | 15,00        | 26           | завершил выступление | завершил выступление | завершил выступление | завершил выступление | 26             |
| слоупстайл   | Джеймс Вудс              | 90,20        | 19,60        | 8 Q          | 29,20                | 91,00                | 90,00                | 4                    | 4              |
| слоупстайл   | Тайлер Хардинг           | 20,00        | 21,00        | 29           | завершил выступление | завершил выступление | завершил выступление | завершил выступление | 29             |

Женщины
Парк и пайп
| Соревнование | Спортсмены       | Квалификация | Квалификация | Квалификация | Финал                 | Финал                 | Финал                 | Финал                 | Итоговое место |
| Соревнование | Спортсмены       | 1 заезд      | 2 заезд      | Место        | 1 заезд               | 2 заезд               | 3 заезд               | Место                 | Итоговое место |
| ------------ | ---------------- | ------------ | ------------ | ------------ | --------------------- | --------------------- | --------------------- | --------------------- | -------------- |
| хафпайп      | Роуэн Чешир      | 74,00        | 71,40        | 9 Q          | 75,40                 | 17,80                 | 13,60                 | 7                     | 7              |
| хафпайп      | Молли Саммерхейз | 60,80        | 66,00        | 17           | завершила выступление | завершила выступление | завершила выступление | завершила выступление | 17             |
| слоупстайл   | Изабель Аткин    | 13,20        | 86,80        | 4 Q          | 68,40                 | 79,40                 | 84,60                 | 3                     | 3              |
| слоупстайл   | Кейти Саммерхейз | 75,80        | 77,60        | 10 Q         | 61,40                 | 71,40                 | 23,20                 | 7                     | 7              |

Ски-кросс
| Соревнование | Спортсмены     | Квалификация | Квалификация | 1/8 финала | 1/8 финала | Четвертьфинал | Четвертьфинал | Полуфинал             | Полуфинал             | Финал                 | Итоговое место |
| Соревнование | Спортсмены     | Результат    | Место        | Заезд      | Место      | Заезд         | Место         | Заезд                 | Место                 | Место                 | Итоговое место |
| ------------ | -------------- | ------------ | ------------ | ---------- | ---------- | ------------- | ------------- | --------------------- | --------------------- | --------------------- | -------------- |
| ски-кросс    | Эмили Сарсфилд | 1:18,25      | 22 Q         | 6          | 2 Q        | 3             | 4             | завершила выступление | завершила выступление | завершила выступление | 16             |

### Санный спорт
Квалификация спортсменов для участия в Олимпийских играх осуществлялась на основании рейтинга Кубка мира FIL по состоянию на 1 января 2018 года. По его результатам сборная Великобритании смогла завоевать две лицензии в мужских соревнованиях. Для участия в Играх были выбраны участник двух Олимпийских игр Адам Роузен и дебютант Руперт Штаудингер
Мужчины
| Соревнование | Спортсмены        | 1 заезд   | 1 заезд | 2 заезд   | 2 заезд | 3 заезд   | 3 заезд | 4 заезд              | 4 заезд              | Итоговый результат | Итоговое место | Отставание |
| Соревнование | Спортсмены        | Результат | Место   | Результат | Место   | Результат | Место   | Результат            | Место                | Итоговый результат | Итоговое место | Отставание |
| ------------ | ----------------- | --------- | ------- | --------- | ------- | --------- | ------- | -------------------- | -------------------- | ------------------ | -------------- | ---------- |
| одиночки     | Адам Роузен       | 48,477    | 25      | 48,410    | 23      | 48,280    | 23      | Завершил выступление | Завершил выступление | 2:25,167           | 22             | —          |
| одиночки     | Руперт Штаудингер | 49,626    | 33      | 49,259    | 35      | 48,957    | 32      | Завершил выступление | Завершил выступление | 2:27,842           | 33             | —          |